# Macropus eugenii
El walabí de Tammar (Macropus eugenii) es una especie de marsupial  diprotodonto, popularmente conocido como walabí en Australia, donde puede ser encontrado en el sur y al sudoeste.